# Paraholopterus nahuelbutensis
Paraholopterus nahuelbutensis is een keversoort uit de familie boktorren (Cerambycidae). De wetenschappelijke naam van de soort is voor het eerst geldig gepubliceerd in 1986 door Cerda & Cekalovic.